# Sebka

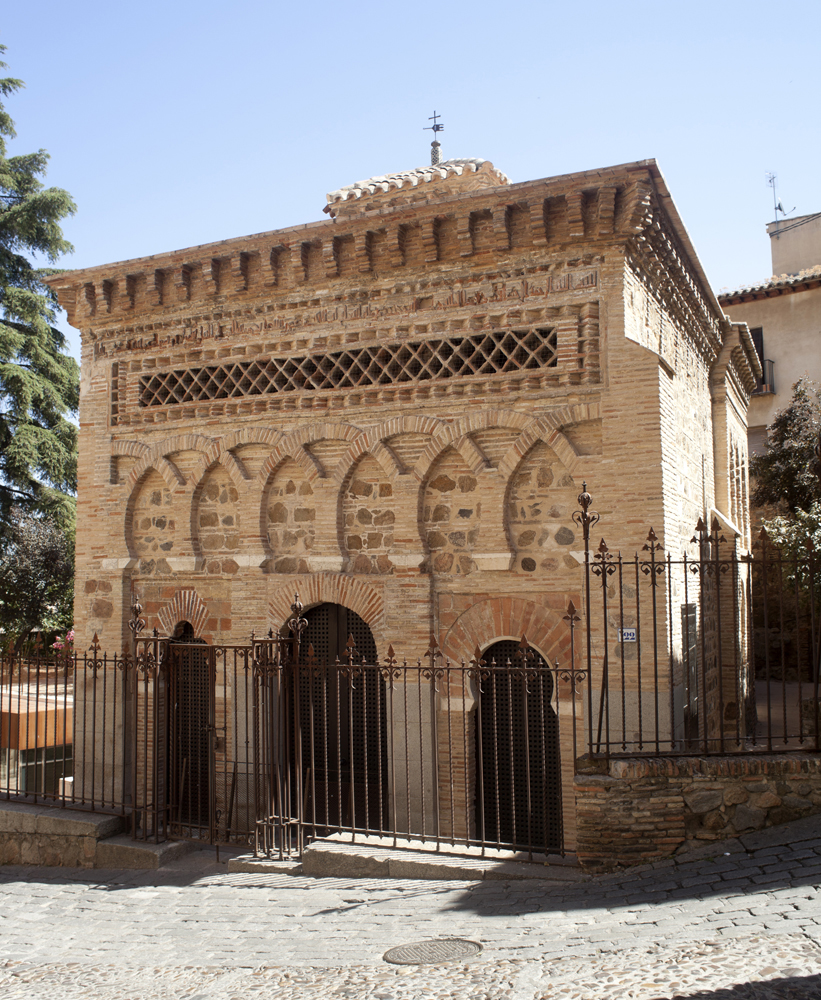
El Cristo de la Luz, Toledo

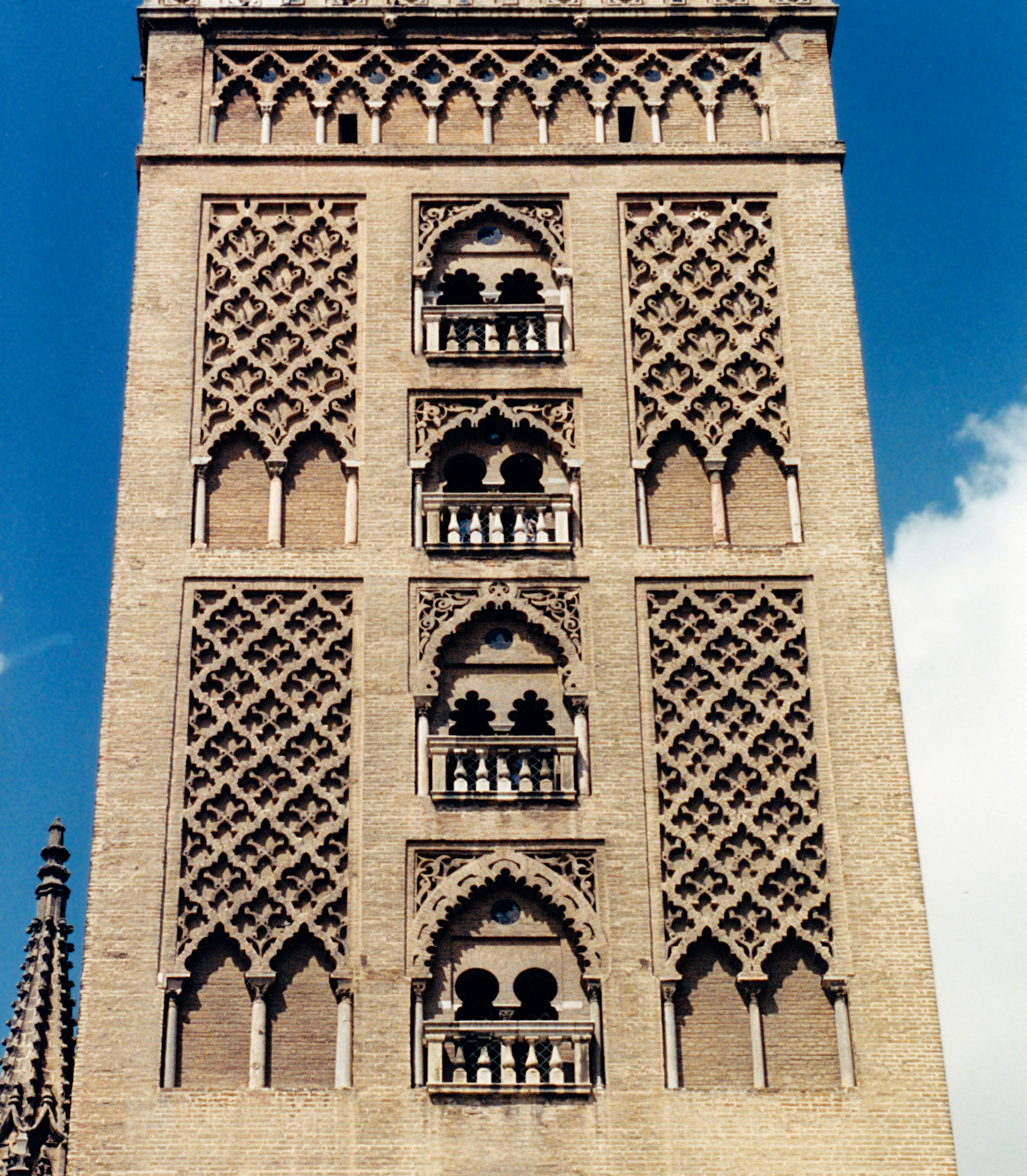
Giralda, Sevilla

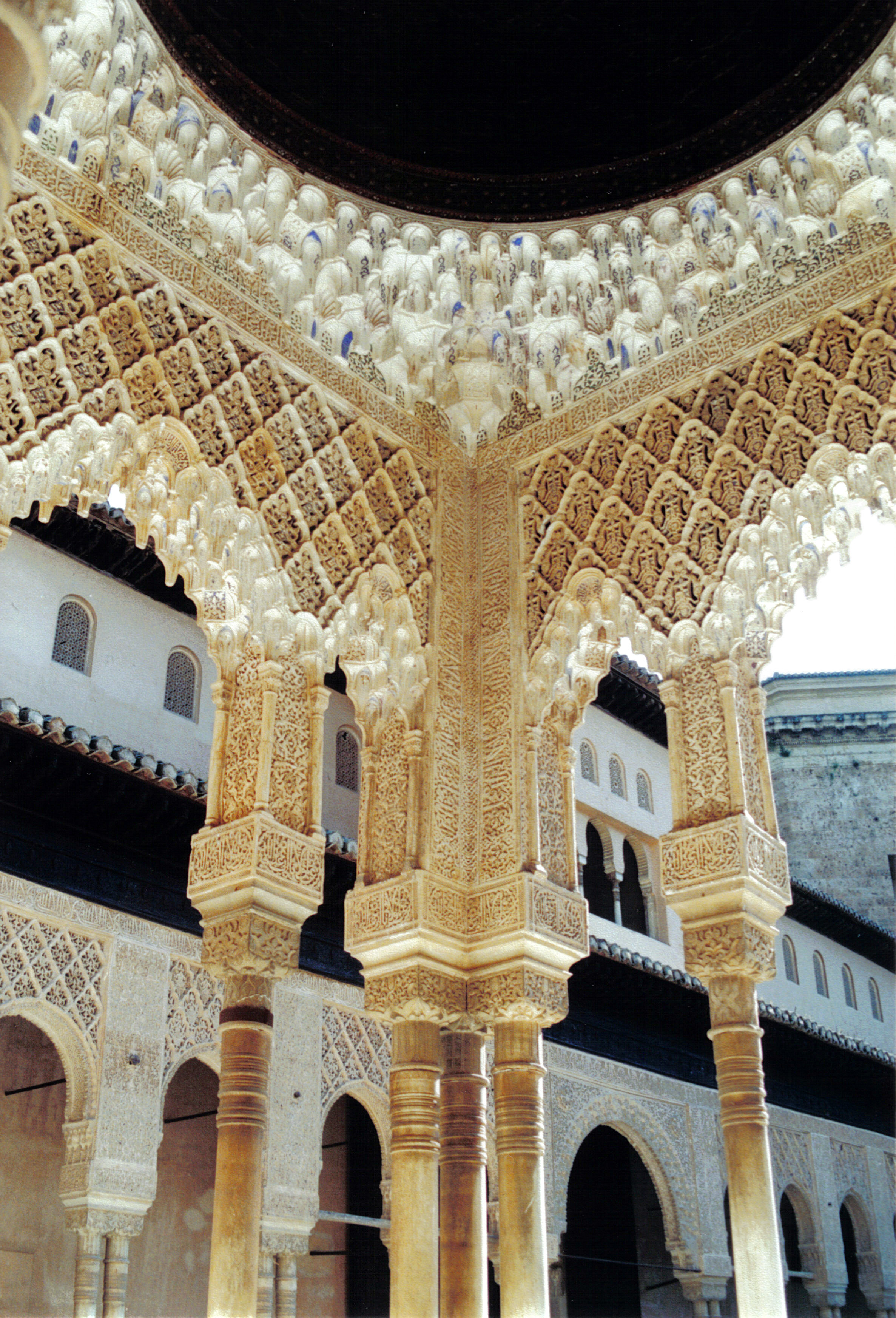
Löwenhof der Alhambra, Granada

Der Begriff Sebka bezeichnet aus überschneidenden Bögen sich entwickelnde Rautenpaneele, die in der Architektur und Dekorationskunst des Maurischen Stils eine wesentliche Rolle spielen.

## Geschichte
Der Ursprung der sebkas liegt weitgehend im Dunkeln: Frühe Ansätze überschneidender Bögen sind im Wanddekor der Capilla Villaviciosa in der Mezquita de Córdoba aus dem späten 10. Jahrhundert erkennbar; ein schmückendes Rautenpaneel erscheint erstmals um das Jahr 1000 im oberen Fassadenbereich der ehemaligen Moschee El Cristo de la Luz in Toledo. Da jedoch Rautenmotive in der traditionellen Kunst der Berber des Maghreb auch heute noch eine wesentliche Rolle spielen, scheint es wahrscheinlich, dass andere Ursprünge hier zu suchen sind. Entwickelte Sebkas treten seit den Almohaden, einer von 1147 bis 1269 regierenden Berberdynastie, in Erscheinung und gelangen von Nordafrika binnen kurzer Zeit auch nach Andalusien (Giralda), wo sie in der Kunst der Nasriden (Alhambra) zu einer späten Blüte gelangen. Durch die Baukunst der Mudéjares und den neo-maurischen Stil verbreiten sie sich bis weit in den Norden (Aragón) der Iberischen Halbinsel.

## Charakteristika
Einzelne Rautenmotive, die in einem apotropäischen Sinn als Augen gedeutet werden können, sind nur von Berberteppichen her bekannt; die ältesten erhaltenen Exemplare stammen jedoch erst aus dem 18./19. Jahrhundert. Flächige Rautenmuster finden sich häufig an Durchgängen (Portalen oder Arkaden) oder an den weithin sichtbaren Minaretten und entwickeln sich meist aus potentiell sich endlos überschneidenden Vielpass- oder Lambrequinbögen, die meist von kleinen Ziersäulchen getragen werden.

## Formen und Materialien
Offene sebkas sind kaum bekannt; meist sind die Rautenpaneele einem Mauergrund vorgeblendet. Ihr Inneres ist regelmäßig mit diversen geometrisch-vegetabilischen Schmuckformen ausgefüllt. Außenpaneele (z. B. an Minaretten) sind aus Stein geformt, wettergeschützte Paneele in Räumen oder Innenhöfen bestehen dagegen zumeist aus Stuck.

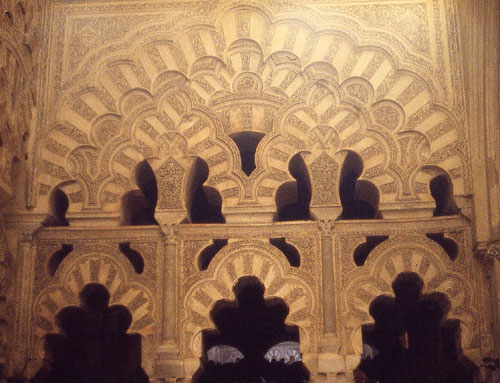
Capilla Villaviciosa, Mezquita de Córdoba
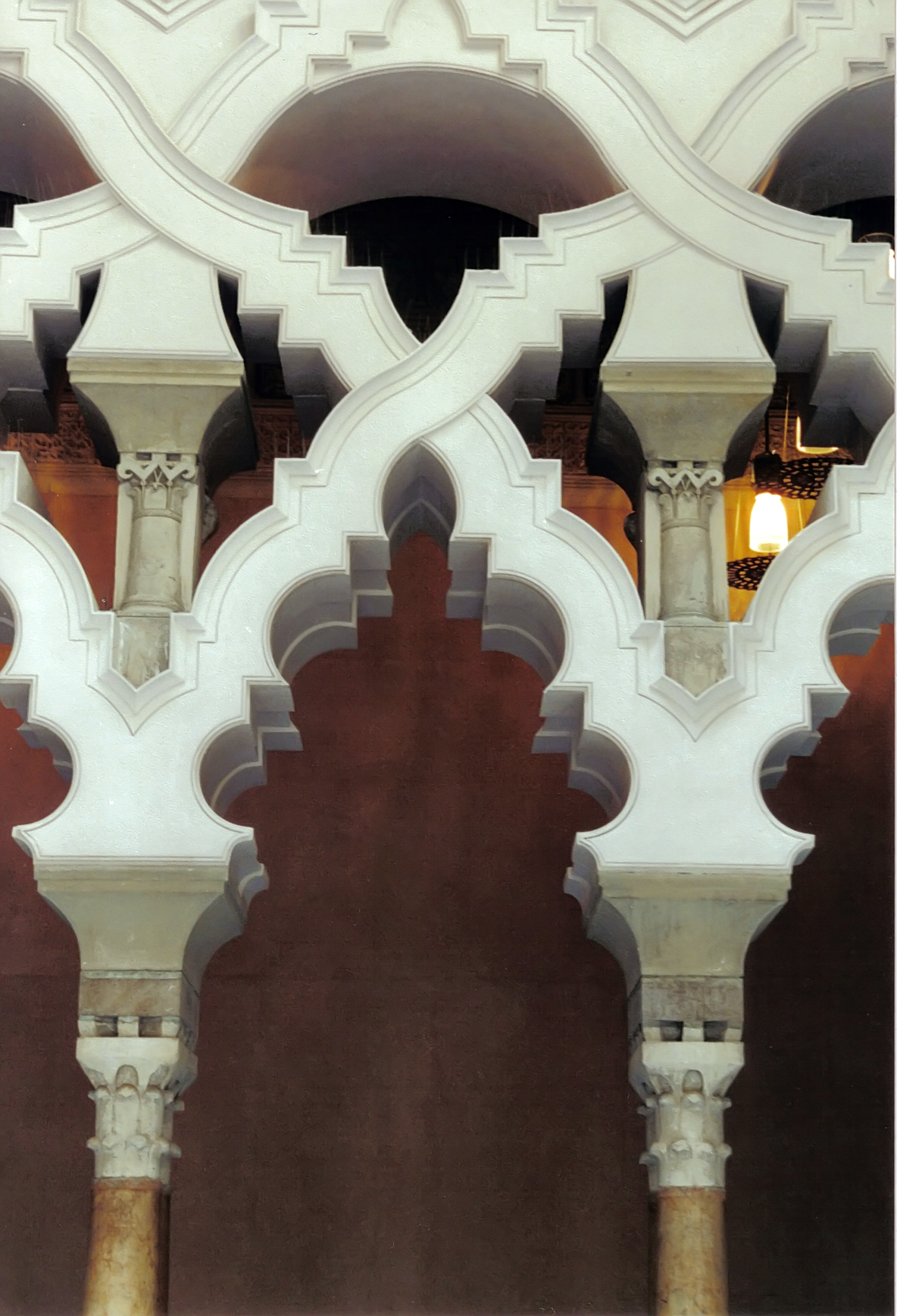
Aljafería, Saragossa
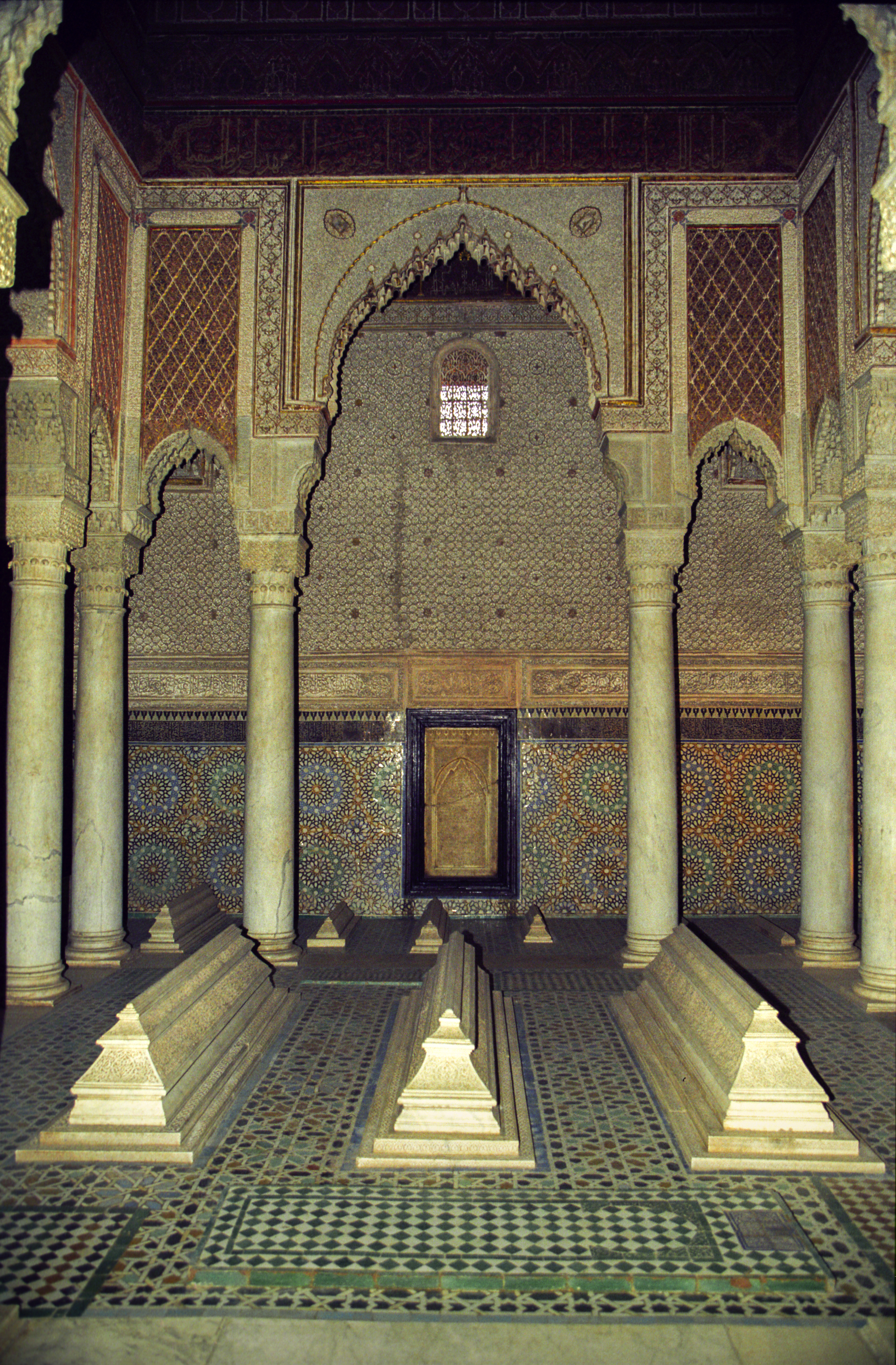
Saadier-Gräber, Marrakesch
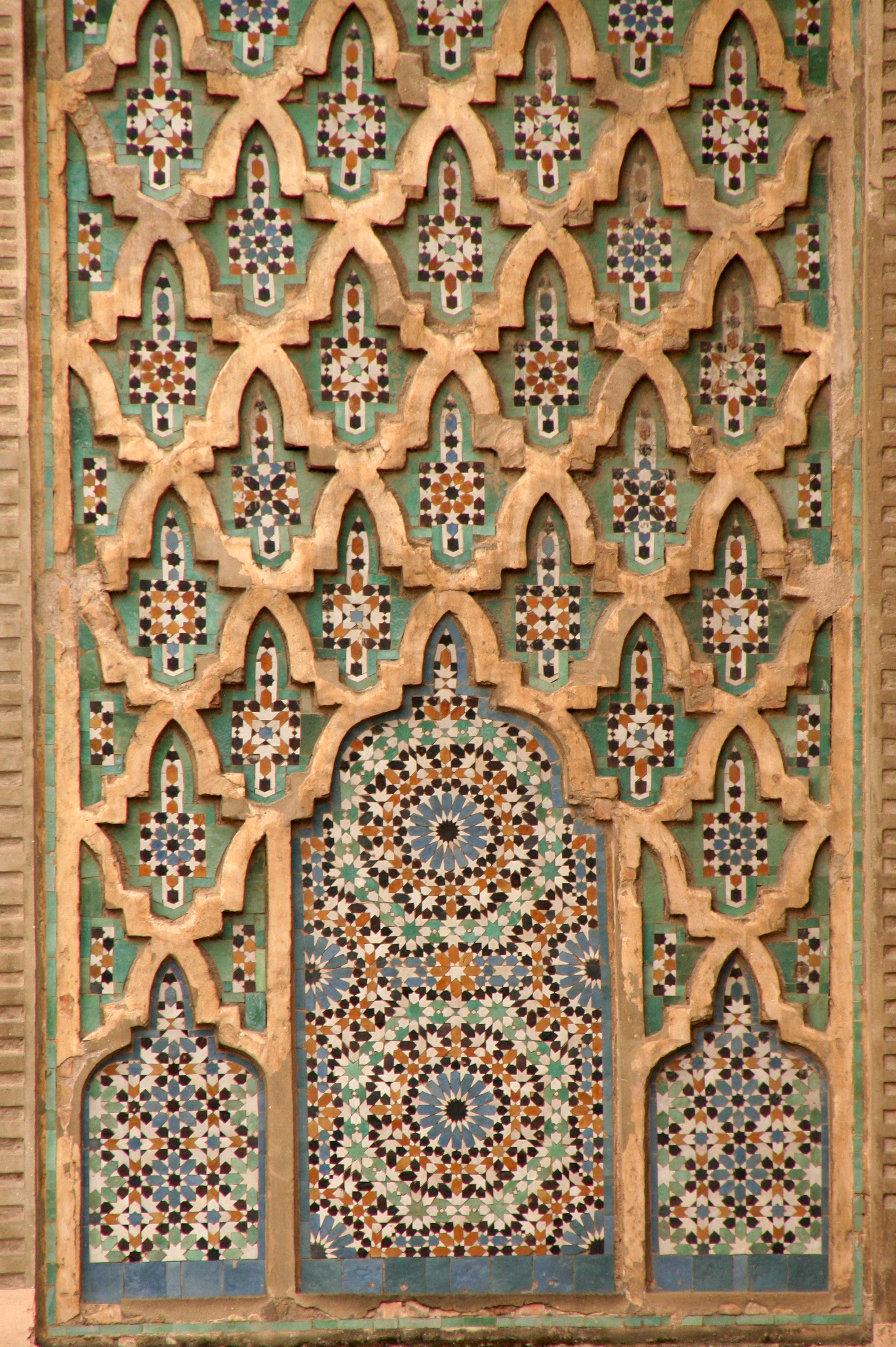
Bab Mansour, Meknès (Detail)